# جيفرسون فيفيروس
جيفرسون فيفيروس (بالإسبانية: Jefferson Viveros)‏ هو لاعب كرة قدم كولومبي في مركز الهجوم، ولد في 21 ديسمبر 1988 في Jamundí ‏ في كولومبيا. لعب مع نادي يونياوتيونوما.

## وصلات خارجية
- جيفرسون فيفيروس على موقع قاعدة بيانات كرة القدم.إي يو (الإنجليزية)
- جيفرسون فيفيروس على موقع Soccerway.com (الإنجليزية)